# Eric Wunderlich (Eishockeyspieler)
Eric Uwe Wunderlich (* 30. März 1988 in Werdau) ist ein deutscher Eishockeyspieler, der seit der Saison 2021/22 bei den Black Dragons Erfurt in der Oberliga Nord spielt. Wunderlich ist Linksschütze und agiert als Verteidiger.

## Karriere
Wunderlich begann seine Karriere beim ETC Crimmitschau. Nach Stationen im Jugendbereich des Vereins spielte er erstmals in der Saison 2007/08 in der Profimannschaft der Eispiraten.
2008/09 war Eric Wunderlich mit einem Vertrag der Eispiraten Crimmitschau ausgestattet, kam aber auch – um Spielpraxis zu erlangen – mit einer Förderlizenz beim ESC Halle 04 in der Oberliga in 50 Spielen zum Einsatz.
In der Saison 2009/10 spielte Eric Wunderlich auch für die Eispiraten Crimmitschau in der 2. Bundesliga. Im Rahmen eines Kooperationsvertrages zwischen dem ETC Crimmitschau und des EHV Schönheide 09 erhielt er eine Doppellizenz für die Wölfe in der Regionalliga Ost, wobei er aber nur ein Spiel für Schönheide absolvierte. Der Abwehrspieler entschied sich im Juli 2010 für einen Wechsel zu den Saale Bulls.

## Karrierestatistik
(Legende zur Spielerstatistik: Sp oder GP = absolvierte Spiele; T oder G = erzielte Tore; V oder A = erzielte Assists; Pkt oder Pts = erzielte Scorerpunkte; SM oder PIM = erhaltene Strafminuten; +/− = Plus/Minus-Bilanz; PP = erzielte Überzahltore; SH = erzielte Unterzahltore; GW = erzielte Siegtore; 1 Play-downs/Relegation; Kursiv: Statistik nicht vollständig)